# Каборе, Жюльен
Жюльен Каборе (фр. Julien Kaboré; род. 18 июня 1968, Зорго, Буркина-Фасо) — буркинийский прелат и ватиканский дипломат. Титулярный архиепископ Милеви с 29 июня 2024. Апостольский нунций в Гане с 29 июня 2024.  

## Ранние годы, образование и священство
Жюльен Каборе родился 18 июня 1968 года в Зорго, провинция Ганзургу, Буркина-Фасо. Он изучал философию в Высшей семинарии Святого Иоанна Крестителя в Уагадугу, Буркина-Фасо, с 1988 года по 1990 год и теологию в Высшей семинарии Святого Петра Клавера в Бобо-Диуласо, Буркина-Фасо, с 1990 по 1995 год. 
8 июля 1995 года Жульен Каборе был рукоположен в священника епархии Купелы.
В течение 1995 года Каборе преподавал в семинарии Святого Августина в Баскуре. С 1998 года по 2001 год он изучал догматическое богословие и каноническое право в  Риме.
Монсеньор Каборе владеет французским, английским, итальянским и испанским языками.

## На дипломатической службе Святого Престола
1 июля 2004 года отец Каборе поступил на дипломатическую службу Святого Престола. Он работал на различных должностях в апостольских нунциатурах Кении, Папуа — Новой Гвинеи и Соломоновых Островов, Коста-Рики, Кореи и Монголии, Хорватии, Тринидада и Тобаго, Филиппин и Ирландии.
22 апреля 2008 года Папа Бенедикт XVI возвёл отца Каборе в ранг капеллана Его Святейшества с титулованием монсеньором.
29 июня 2024 года Папа Франциск назначил его титулярным архиепископом Милеви и апостольским нунцием в Гане.
Жюльен Каборе был посвящён в сан архиепископа 14 сентября 2024 года. Основным консекратором был кардинал Пьетро Паролин — государственный секретарь Святого Престола. Со-консекраторами стали кардинал Луис Антонио Гоким Тагле — про-префект секции евангелизации Дикастерии по Евангелизации, и Серафен Франсуа Руамба — бывший архиепископ Купелы.

## Публикации
- Mieux vivre sa jeunesse (Ouagadougou: Éditions déscendues du Ciel, 2008);
- La Vertu (San José: Promesa, 2010);
- Catéchistes. Évangéliser les périphéries (Paris:Saint-Leger Éditions, 2017).